# Hans Popper (Jurist)
Hans Popper (* 26. Juni 1949 in Linz) war von 2003 bis 2010 Direktor der Oberösterreichischen Gebietskrankenkasse.

## Leben
Nach der Matura am Gymnasium Khevenhüllerstraße in Linz und der Absolvierung des Präsenzdienstes studierte Hans Popper an der Johannes Kepler Universität Linz Rechtswissenschaften und promovierte 1973 zum Doktor der Rechte. Nach dem Gerichtspraktikum in Linz und Salzburg arbeitete er von 1974 bis 1977 als Universitätsassistent am Institut für Wirtschaftsrecht bei Ludwig Fröhler. Am 1. August 1977 trat er in die Oberösterreichische Gebietskrankenkasse (OÖGKK) ein. 1992 wurde er zum Direktor-Stellvertreter ernannt, ab 24. November 2003 bis zu seiner Pensionierung zum Jahresende 2010 war er Leitender Angestellter (die formelle Bezeichnung für den Direktor im Dienstrecht der Sozialversicherungen) der OÖGKK. Seine Zeit als Direktor fiel in die Amtsperioden der OÖGKK-Obmänner Helmut Oberchristl, Alois Stöger, von 2008 bis 2014 österreichischer Bundesminister für Gesundheit und Felix Hinterwirth. Neben seiner Tätigkeit in der OÖGKK promovierte Hans Popper im Studienfach „Organisationsentwicklung und Gruppendynamik“ zum Doktor der Philosophie an der Universität Klagenfurt und engagierte sich jahrzehntelang in der akademischen Lehre. Die Kunstuniversität Linz verlieh ihm dafür 2009 den Titel „Honorarprofessor“.

## Wirken
Über die leitende Funktionen in der OÖGKK hinaus hat Hans Popper an der Weiterentwicklung der Gesundheitsversorgung in Oberösterreich und darüber hinaus mitgewirkt. Besondere Impulse setzte er im Bereich der Kooperation zwischen den Akteuren und Institutionen im Gesundheitswesen und der Weiterentwicklung der Struktur- und Prozessqualität im Sinne der Kunden und Patienten. Beispielhaft ist diesbezüglich die Gründung der Österreichischen Gesellschaft für Care & Case Management.

## Publikationen und Vorträge (Auswahl)
- gemeinsam mit Johannes M. Lehner: „Risikomanagement als organisationaler, reflexiver Prozess – ein innovatives Vorgehensmodell unter Einbeziehung eines Fallbeispiels aus dem Gesundheitswesen“, in: Hellmann (Hrsg.): Strategie Risikomanagement. Konzepte für das Krankenhaus und die Integrierte Versorgung, Stuttgart: Kohlhammer 2006, ISBN 3170188941
- „Medizinische Rehabilitation in der Krankenversicherung – ein Fall für Case Management“, Soziale Sicherheit 10/2005
- „Strukturreform und Finanzausgleich im österreichischen Gesundheitswesen“, Präsentation bei den Deutsch-Österreichischen Sozialrechtsgesprächen, 2005
- „Steuerung in der Gesundheitsversorgung – Sicht der Krankenversicherung“ Präsentation bei der 12. Jahrestagung der GQMG in Hannover, 2005
- „Aktives Pflegemanagement – ein Projekt zur Verbesserung der Kundenorientierung und organisationaler Weiterbildung“, Dissertation, 2003
- „Entwicklungstendenzen im Gesundheitswesen – eine Herausforderung für die gesetzliche Krankenversicherung in Österreich“ In: Noack (Hrsg.) Dokumentation zum Dialog Gesundheitspolitik –  Gesundheitsförderung – Gesundheitsforschung.  Bern, Institut für Sozial- und Präventivmedizin der Universität Bern, 1990
- gemeinsam mit Erich Wolny (Hrsg.): „Beiträge zum Medienrecht“ Linzer Universitätsschriften – Monographien 4, Springer: Wien, 1978, ISBN 3-211-81471-X und ISBN 0-387-81471-X

## Privates
Er ist verheiratet und hat zwei Kinder.
| Personendaten    | Personendaten                          |
| ---------------- | -------------------------------------- |
| NAME             | Popper, Hans                           |
| KURZBESCHREIBUNG | österreichischer Krankenkassendirektor |
| GEBURTSDATUM     | 26. Juni 1949                          |
| GEBURTSORT       | Linz                                   |